# Marcel Durand
Marcel Durand (de son vrai nom Hubert Truxler) est un ouvrier et écrivain français né le 26 novembre 1947.

## Biographie
Marcel Durand entre en février 1968 à l’usine automobile Peugeot de Sochaux, alors l'un des plus importants centres industriels français. Celle-ci compte  plus de 43 000 ouvriers dans sa période d'apogée, en 1979. Durand a alors 21 ans. Il occupe pendant plus de quarante ans le poste d’ouvrier spécialisé (OS), fonction qui constitue la base de la hiérarchie interne de l’usine. Amateur de littérature, et notamment de Boris Vian et de son ouvrage L’Herbe rouge, il chronique lui-même son quotidien de travailleur dans des textes qui circulent d’abord sous forme ronéotypée à l’intérieur de l’usine, avant d’être publiés une première fois à la librairie la Brèche en 1990, puis par les éditions Agone en 2003. Marcel Durand est désormais à la retraite, et continue d’intervenir dans des rencontres littéraires, de préfacer des romans ouvriers et d'intervenir dans des productions liées au monde de l'usine.

## Œuvre
Tous les écrits de Marcel Durand ont été intégrés au livre Grain de sable sous le capot. Résistance et contre-culture ouvrière : les chaînes de montage de Peugeot (1972-2003), publié une première fois en 1990, à la librairie la Brèche, proche de la Ligue communiste révolutionnaire, puis une nouvelle fois, en 2003 par les éditions Agone, dans une version augmentée de deux nouveaux chapitres. Hubert Truxler, choisit d’écrire sous le pseudonyme Marcel Durand « pour ne pas s’approprier la mémoire collective ». Son but est de partager la voix et la perspective d’un « ouvrier ordinaire ». Il rédige ses écrits à partir de diverses notes prises entre 1972 et 2003, lors de rencontres entre collègues, de grèves, de moments clés : « Je prenais des notes à l’occasion d’événements marquants : prises de gueule avec le chef, rigolade entre collègues, débrayage. Je voulais garder une trace de cette vie à la chaîne ». Dans ses écrits, l’auteur raconte la vie au jour le jour d’un ouvrier spécialisé (OS), et réfléchit à la manière dont l’usine exerce sa violence, et comment à l’inverse des résistances s’organisent en retour, face aux « innovations » du management. Il décrit également son quotidien : la solidarité ouvrière, les grèves, les plaisanteries, la fragmentation du travail. Le livre est organisé en trois parties : une première partie est constituée d’une série d’anecdotes et de récits sur un groupe d’ouvriers, surnommé « le clan des planches de bord », une deuxième partie est consacrée à la grève des ouvriers spécialisés de la carrosserie de 1981, et une troisième partie éclaire sur la résistance des ouvriers vieillissants dans les années 1985-1988. Dans l’édition augmentée parue en 2003, Marcel Durand documente le déclin du monde industriel et de l’usine Peugeot dans les années 1990 et 2000. 

## Influences
Marcel Durand est l'un des exemples contemporains les plus cités d’écrivain ouvrier. Son œuvre a été reprise et analysée par les sciences sociales. Le sociologue du travail et du monde industriel Michel Pialoux a notamment rencontré Hubert Truxler dans le cadre de son enquête avec Stéphane Beaud en 1980, et a utilisé les témoignages de Grains de sables sous le capot pour rédiger le livre Retour sur la condition ouvrière en 1999. D’autres chercheurs, comme Xavier Vigna, ont analysé ces écrits dans leurs travaux.